# Vespa ducalis
Vespa ducalis – gatunek owada z rodziny osowatych (Vespidae). Jego robotnice osiągają 3,5 cm długości. Występuje w Azji Południowo-Wschodniej. Jest to największy gatunek na Tajwanie i w Hongkongu – niewiele mniejszy od szerszenia azjatyckiego (Vespa mandarinia).
Ubarwienie czarne z dwoma pomarańczowymi pasami. Na obszarze Wietnamu występują dwie formy barwne.